# Ptecticus matsumurae
Ptecticus matsumurae är en tvåvingeart som beskrevs av Lindner 1936. Ptecticus matsumurae ingår i släktet Ptecticus och familjen vapenflugor. Inga underarter finns listade i Catalogue of Life.